# Jettingen (Haut-Rhin)
Jettingen ist eine französische Gemeinde mit 508 Einwohnern (Stand 1. Januar 2022) im Département Haut-Rhin in der Region Grand Est (bis 2015 Elsass). Sie gehört zum Arrondissement Altkirch, zum Kanton Altkirch und zum Gemeindeverband Sundgau.

## Geografie
Die Gemeinde Jettingen liegt im Sundgau, etwa zwölf Kilometer östlich von Altkirch und 25 Kilometer südlich von Mülhausen. Der Ort liegt im Talraum des Thalbaches inmitten des lössbedeckten Sundgauer Tertiärhügellands im Bereich der unter der Lössdecke lagernden Sundgauschotter, der Hinterlassenschaft einer einst (im Pliozän und Altpleistozän) zur Saône-Rhône hin entwässernden Ur-Aare. Unter den die oberen Talhänge bildenden Sundgauschottern liegen die sandig-mergeligen Schichten der oligozänen Elsässer Molasse (Molasse alsacienne).
Nachbargemeinden von Jettingen sind Zaessingue im Norden, Helfrantzkirch im Osten, Berentzwiller im Süden, Steinsoultz im Südwesten sowie Franken im Westen.
Durch das Gemeindegebiet führt die Départementsstraße D419 (Belfort–Basel).

## Geschichte
Erste urkundliche Erwähnung (Uettingen  = bei den Leuten des Sippenführers Uoto) 1134. Der -ingen-Ortsname deutet auf die frühe Entstehung zur Zeit der alemannischen Landnahme hin. Das Dorf gehörte bis 1324 zur Grafschaft Pfirt und kam dann durch die Heirat der Johanna von Pfirt mit Herzog Albrecht II. von Österreich bis 1648 zum Habsburgerreich. Mit dem Westfälischen Frieden kam es mit dem ganzen elsässischen Besitz der Habsburger an die französische Krone. 
Das Dorf lag bis ins 15. Jahrhundert weiter östlich, bei der Einmündung des Stängbachs in den Thalbach und wurde nach der Zerstörung durch die Basler (1444) am heutigen Ort wieder aufgebaut. Die Basler rächten sich an den österreichischen Sundgaudörfern, da die Habsburger bei der Auseinandersetzung mit den Eidgenossen die Söldnerbande der Armagnaken ins Land geholt hatten.
Von 1871 bis zum Ende des Ersten Weltkrieges gehörte Jettingen als Teil des Reichslandes Elsaß-Lothringen zum Deutschen Reich und war dem Kreis Altkirch im Bezirk Oberelsaß zugeordnet.
Als sich Frankreich im Zweiten Weltkrieg unter deutscher Besatzung befand, war der Bürgermeister Eugène Bauman als Fluchthelfer für rund 60 Menschen tätig, die dem Zwangsarbeitsdienst Service du travail obligatoire (STO) entflohen waren oder unterwegs waren, um sich der Résistance anzuschließen. 

## Bevölkerungsentwicklung
| Jahr      | 1910 | 1962 | 1968 | 1975 | 1982 | 1990 | 1999 | 2006 | 2019 |
| Einwohner | 428  | 391  | 430  | 383  | 394  | 470  | 502  | 508  | 500  |

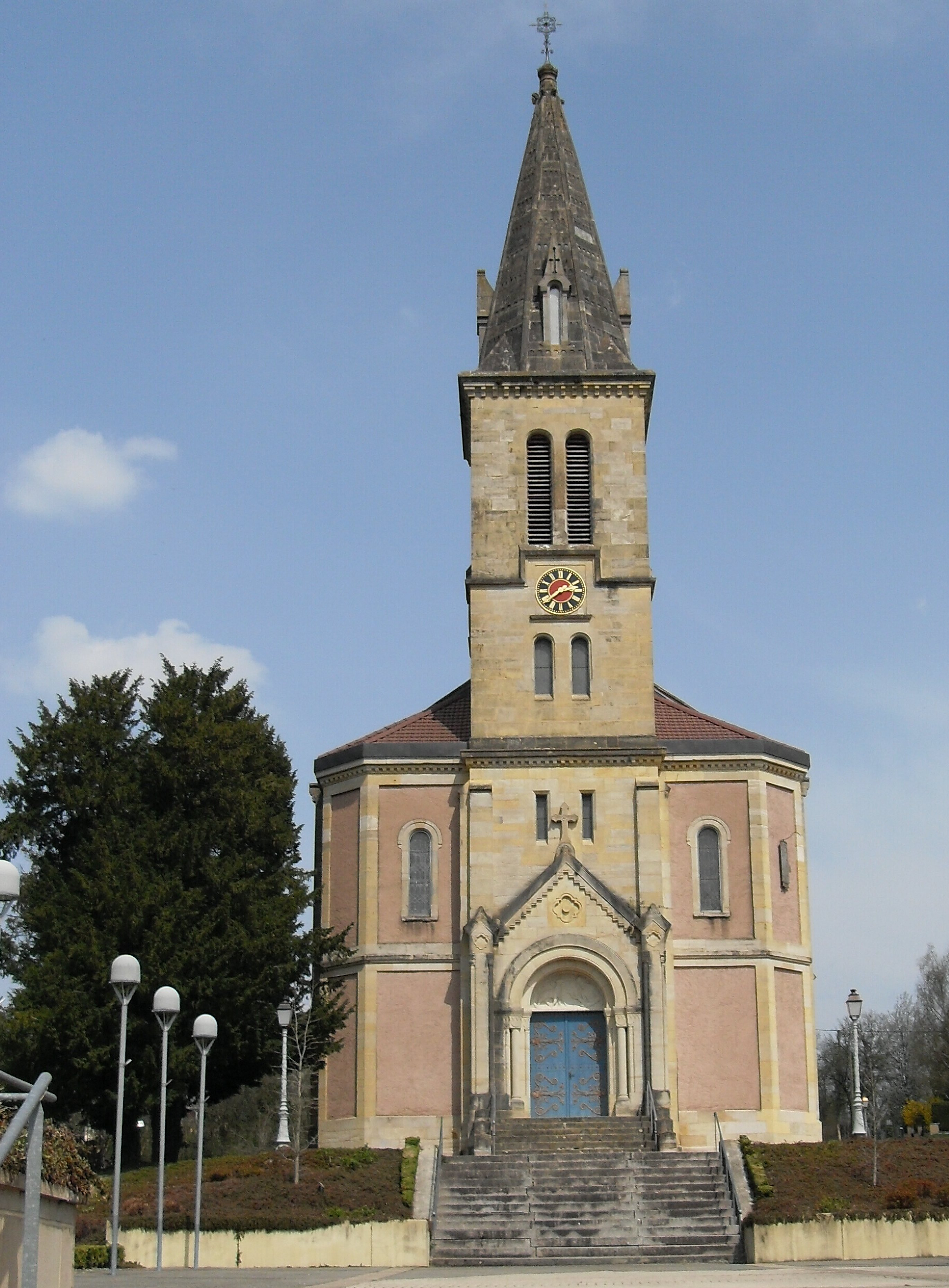
Herz-Jesu-Kirche in Jettingen
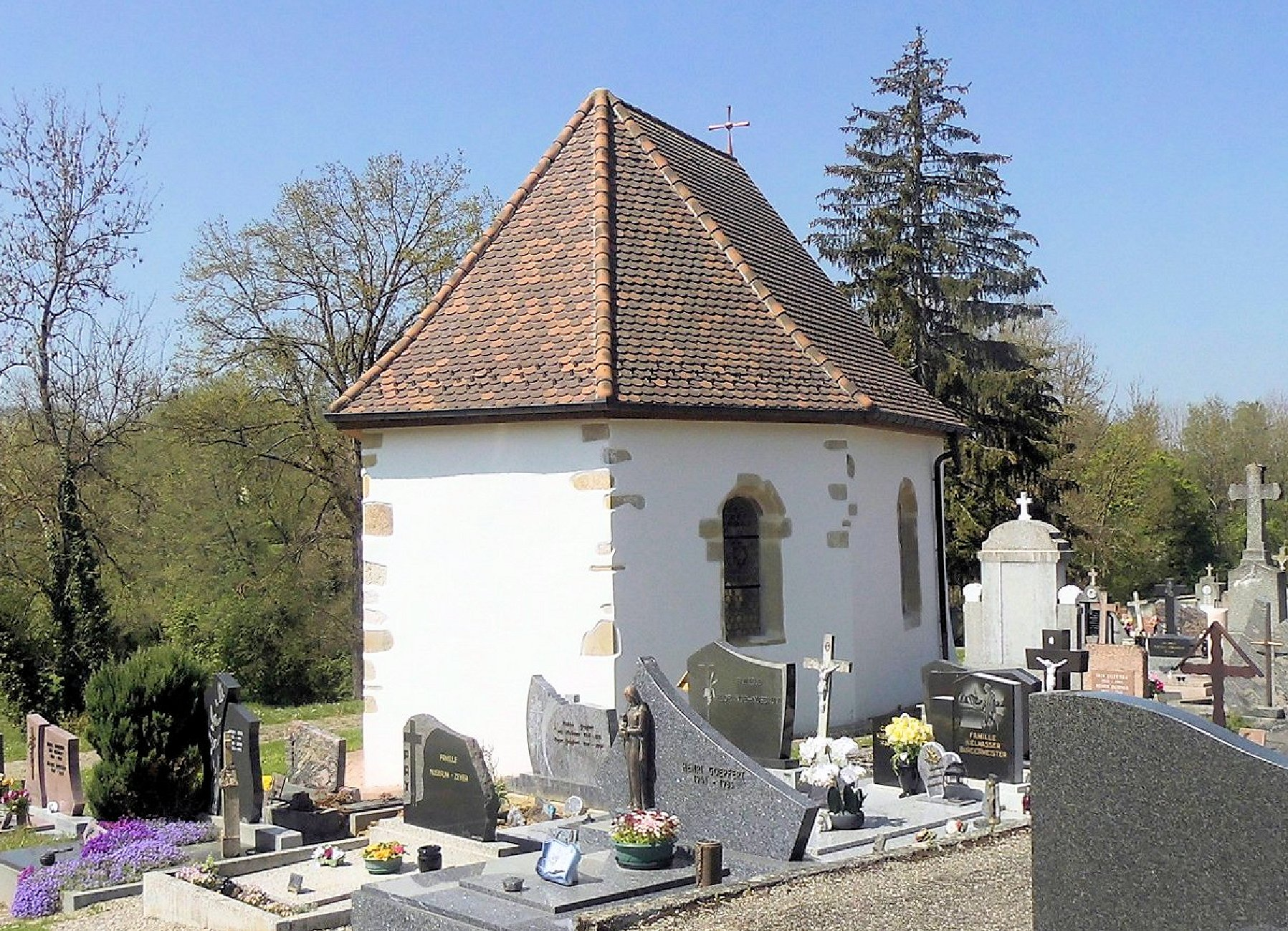
Kapelle St. Leodegar

## Sehenswürdigkeiten
Herz-Jesu-Kirche (Sacré-Cœur), ein bemerkenswertes Bauwerk des Historismus: eigenwillige, betont sachliche Neuromanik. Architekt: Jean-Baptiste Schacre. Erbaut 1874–77. Im Innern ein spätmittelalterlicher Sakramentsschrein (1478) aus der alten Kirche, deren erhaltener Chor heute als Friedhofskapelle (Sankt Leodegar) dient.
Gut erhaltene Fachwerkhäuser, meist aus dem 18. und 19. Jahrhundert mit ihrem meist auf Symmetrie und Regelmäßigkeit bedachtem Fachwerk. Die neuere Rähmbauweise herrscht vor. Haus Nr. 10 an der rue de Franken noch in der altertümlicheren Ständerbauweise. Das Haus Nr. 1 an der Rue de Berentzwiller von 1788 in Rähmbauweise mit für die Sundgauhäuser typischem Krüppelwalm und Wetterdächlein und einer Inschrift an der Giebelschwelle. In der Giebelwand wurde das Fachwerk-Erdgeschoss nachträglich durch Mauerwerk ersetzt. Die Fenster der Giebelseite mit den für die Zeit um 1800 typischen Stichbogen.   